# Edmund Backhouse
Sir Edmund Trelawny Backhouse, 2. lovag (Darlington, 1873. október 20. – Peking, 1944. január 8.) angol nemes, orientalista, sinológus és író, memoáríró.

## Élete, munkássága
Backhouse egy kvéker család gyermekeként született 1853-ban, felmenői között egyházi személyek és tudósok is voltak. Tanulmányait a dél-angliai Winchester College-ban és az oxfordi Merton College-ban folytatta, de még a végzés előtt, jelentős mennyiségű tartozásai miatt, 1895-ben elmenekült Angliából. 1899-ben érkezett Pekingbe, ahol a The Times kutatója és fordítója lett. Kínáról írott könyvei gyorsan bestsellerré váltak. J. O. P. Bland újságíróval közösen jegyezte az 1910-ben megjelent China Under the Empress Dowager („Kína az özvegy anyacsászárnő idején”) és az 1914-es Annals and Memoirs of the Court of Peking című könyvet, amelyben a császári udvar életét festi le. Az előbbi műnek meghatározó szerepe volt Ce Hszi császárné 20. századi európai megítélésében.
2011-ig csak kiadatlan kézirat formájában létezett a röviddel halála előtt, 1943-ban befejezett önéletrajzi írása, amelyben Backhouse feleleveníti, amikor 1898 és 1908 között a pekingi homoszexuális férfiak törzshelyeit látogatta, és része volt a császári udvar buja életeiben is. Backhouse a memoárt svájci orvosa, Reinhard Hoeppli felkérésére írta. A kézirat eljutott Hugh Trevor-Roper (1914–2003) brit történészhez, aki úgy döntött, hogy nem jelenteti meg, viszont felhasználta abban az életrajzban, amelyet ő maga írt A Hidden Life: The Enigma of Sir Edmund Backhouse (1973) címmel. Monográfiájában csalóként mutatja be Backhouse-t, és sokáig ez maradt az általános megítélés is a különös, különc sinológusról. Életrajzírójához hasonlóan több kritikusa is kételkedve fogadta a könyvnek azon részleteit is, amelyekben Backhouse az özvegy Ce Hszi császárnéval folytatott viszonyáról számol be. Emlékiratai szerint ez a szerelmi viszony 1908-ig, a császárné 73 éves korában bekövetkezett haláláig tartott. 2011-ben azonban az Earnshaw Books kiadó vezetője, Derek Sanhaus úgy döntött, hogy megjelenteti a művet.

## Főbb művei
- China Under the Empress Dowager: Being the History of the Life and Times of Tzŭ Hsi (1910). Hozzáférés ideje: 2013. április 1.
- Backhouse, Edmund. China Under the Empress Dowager: Being the History of the Life and Times of Tzŭ Hsi. J.B. Lippincott (1911). Hozzáférés ideje: 2013. április 1.
- China Under the Empress Dowager: Being the History of the Life and Times of Tzŭ Hsi (1910). Hozzáférés ideje: 2013. április 1.
- Annals & memoirs of the court of Peking: (from the 16th to the 20th century). Heinemann (1914). Hozzáférés ideje: 2013. április 1.
- Annals & memoirs of the court of Peking: (from the 16th to the 20th century). London: Heinemann (1914). Hozzáférés ideje: 2013. április 1.
- SECRET ANNALS OF THE MANCHU COURT I. THE STORY OF THE PRECIOUS PEARL, The Atlantic, Volume 112. Atlantic Monthly Co.,, 629. o. (1913). Hozzáférés ideje: 2014. szeptember 1.

## További hivatkozások
- Edmund Backhouse ópiumködös kínai memoárja – mult-kor.hu